# 善長寺 (館林市)
善長寺（ぜんちょうじ）は、群馬県館林市にある曹洞宗の寺院。

## 歴史
1523年（大永3年）、赤井家範の開基である。家範の兄の信家の菩提を弔うために創建したものである。なお、境内にある観音堂は当寺よりも古く、貞和年間（1345年 - 1350年）に夢窓疎石によって創建されたものである。

## 文化財
- 館林城主榊原忠次の母祥室院殿の墓および石灯籠（館林市指定史跡 昭和50年3月6日指定）[2]
- 山王山古墳（館林市指定史跡 昭和52年8月30日指定）[2]

## 交通アクセス
- 路線バス子ども科学館前停留所より徒歩15分。